# أيرب
أيربن أيضًا هو اسم قرية في بلدية بروو. أيربد هي مدينة تقع في هويا دي هويسكا كوماركا، في منطقة أراغون المستقله ذاتيا في اسبانيا.

## جغرافية
يقع فندق أيربو على بعد 28 كم من هويسكا على الطريق السريع 132باتجاه بامبو، على نهر جاليجو ويحيلها جبال ريغلوس كراغز وسانتو دومينغو التي تقع في الشمال؛ وإلى الشرق بقرى لوار ولوسكوراليس؛ وإلى الجنوب بقرى لوبينين - أورتيلا، وإلى الغرب بقرى بيسكاروس وموريلو دي غاليغو تقع في
التربة جافه وغير محكمه وصنيو وهي عموما مستوية مع رشة من التلال الصغيره المعزولة. وتغطي الأرض إلى حد كبير أشجار الصنوبر والزيتون واللوز، مع عودة الكروم. وهناك أيضا مناطق الإنتاج الحبوب في الشرق والجنوب. كما أنه مأهول بأيفرغرين أوكس، اكليل الجبل، الغوري والشجيرات الأخرى بالأضافه إلى العشب. وهناك حالات تحدث فيها الأرانب والهيريرات والثلاجات
المنطقة جذابة بشكل خاص لمشاهدي الطيور الذين يأتون لمشاهدة الموم ايرجيير، جريفون الجشع والفطريات المصرية، بالاضافه إلى تنوع كبير من الطيور الجارحة. يجد الصيادون الكثير من الأراضي البرية والغزلان، بالاضافه إلى الحجل والحمولات
يقع هذا الفنرق على بعد 600 متر من سلسة التلال خلف «أيربب», وهو جزء من سلسة جبال «برينتس», كما انه يقع على بعد حوالي 100 كم من السهل في المدينة نفسها عند سفح هذا النطاق الذي يؤدي في النهاية إلى نهر «ابرو»

## مجالات الاهتمام

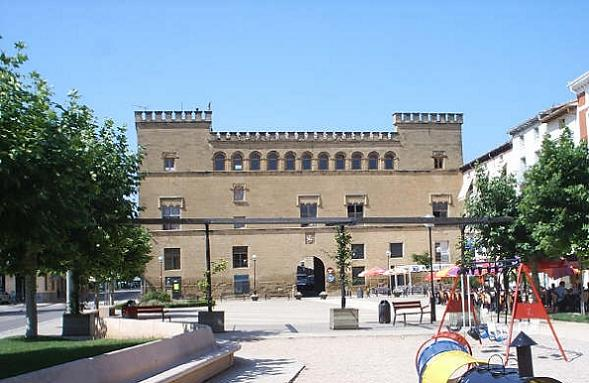
يعد Palacio of the Marquesses de Ayerbe الذي يعود تاريخه إلى القرن السادس عشر مبنى خاصًا يستخدم كمدرسة للموسيقى

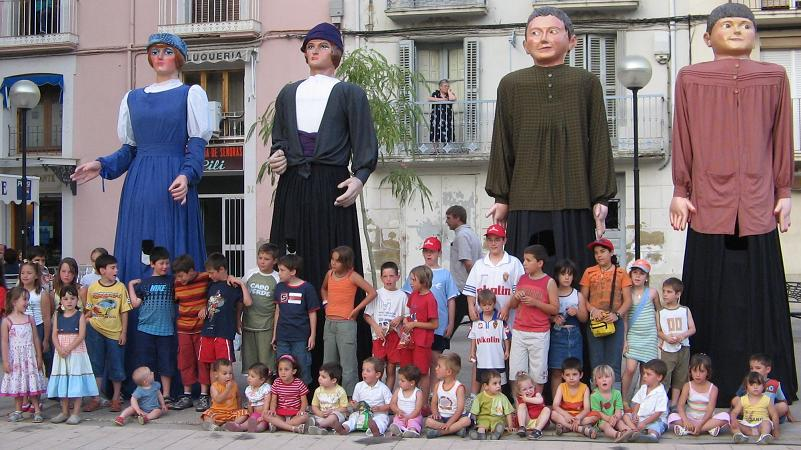
بعض عمالقة Ayerbe الذين يستعرضون كل عام كجزء من عيد سانتا ليتيسيا.

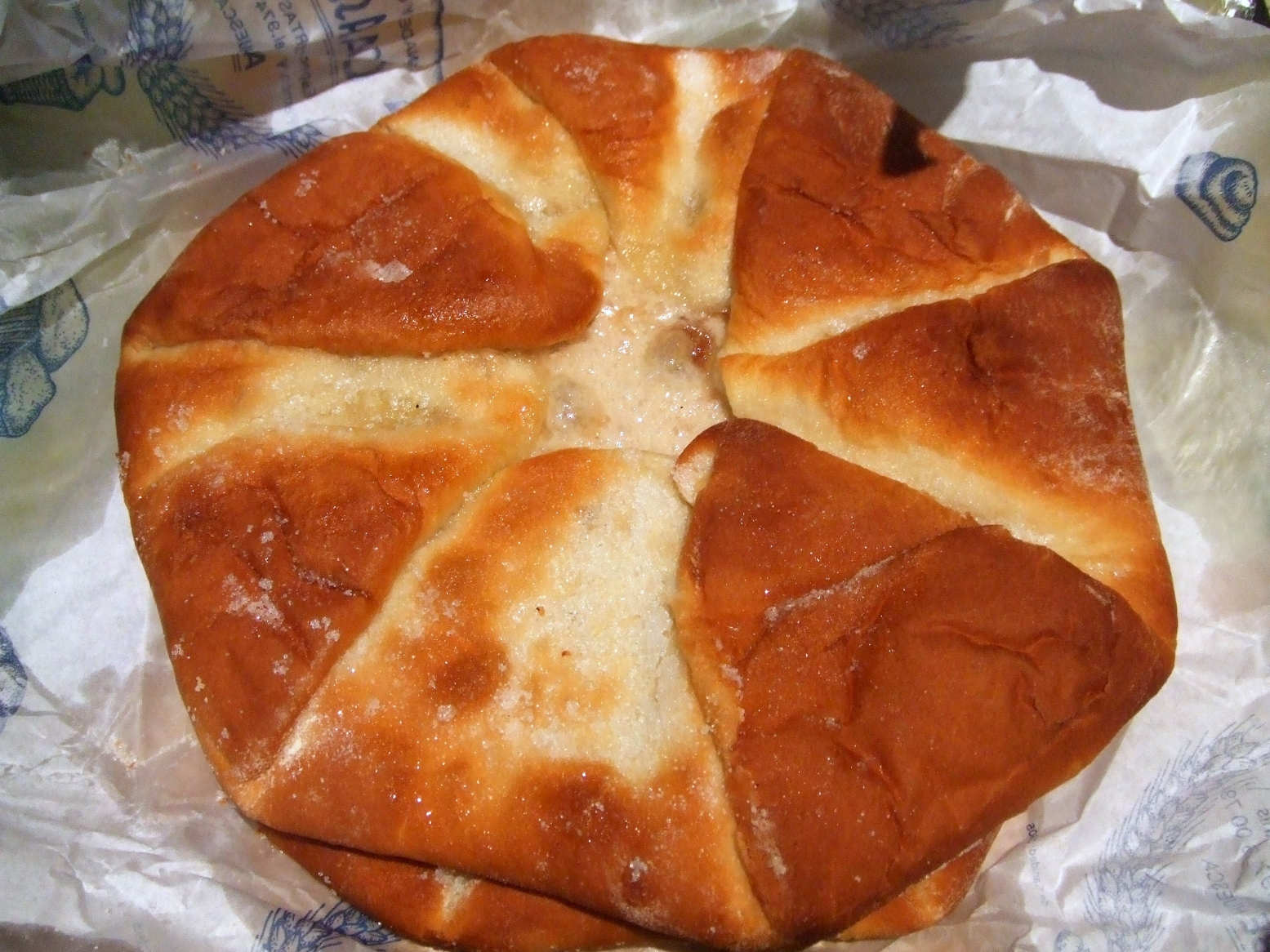
حلوى "Refollau" من Ayerbe

يضم وسط المدينة ساحتين مستطيلتين على جانبي قصر ماركيز دي أيربه الذي يعود إلى القرن السادس عشر أو قصر ماركيز أورريز (الذي تم الإعلان عنه كنصب تاريخي في عام 1931)
, وبشكل عام، فان مجموعة المعمار المحلي والمباني الأخرى ذات الطراز المعماري المتميز تجعل من أيربد جديرة بالزيارة بشكل خاص
ان الشهرة التي اشتهرت بها أيربة هي أن سانتياجو رامون يا كاجال، الفائز بجائزة نوبل لعام 1906 في الفسيولوجيا أو الطب، عاش هنا لمدة عشر سنوات. وتروج المدينة لذاكرة مع متحف ومركز للزائرين، وتحتجز مكتبة أيربن مجموعة من الكتب المتعلقه ببلدة كاجال، وتضم أكثر من 250 من الأعمال والوثائق للأستخدام العام.
يضم فندق أيربو مكتبة عامة وكازينو وبارات ومسبحا البلدية، كما يضم شبكة من ممرات المشاة والحقول والطرق السريعة لمراكبي الدراجات الهوائية والماجلين حول المدينة. هناك العديد من المطاعم، فندق ومحل اقامة للإقامة مع وجبة الإطار بالإضافة إلى مركز معلومات سياحي في أشهر الصيف في أحد ميايد المدينة.وتشمل مناطق الجذب الأخرى متنزة فونتانيتا ونافوة «لافوينتي دي لوس تريس كانيوس»
يقع التل خلف المدينة مباشرة، حيث يقع كنيسة صغيرة تم تجديدها حاليا في أحد الطرفين وقلعة مغربية (في أطلالها) في الطرف الآخر. ويمكن الوصول اليها سيرا على الاقدام أو بواسطة جميع أنواع السيارات، كما توفر مناظر ممتازة للريف المحيط حتى لجبال برانس
تشتهر المدينة من قبل العديد من الناس في المنطقة ب «تورتاس دي أيرب», وهي عبارة عن شقة حلوة، ومعجنات مستديرة، عادة ما تكون ذات نكهة اليانسون. كما يمكن للزوار شراء النبيذ وزيت الزيتون والعسل المنتج حاليا

## المهرجانات والاحتفالات
يتم الاحتفال بسانتا ليتيسيا في 9 سبتمبر\أيلول ويستمر لمدة أربعة إلى ستة أيام. ونحت تمثال للقديس في موكب، وحملت ركيزة بالعنب، وتمثال العمالقة، والاستعراض «القشبيدوس» في الشوارع، وتسابق شخصيات الثيران عبر المدينة كل ليلة
في عام 2005 عقد الاجتماع السادس لعمالقة أراغون في المدينة، جمع 72 شخصية عملاقة من جميع أنحاء أراغون: 32 فرقة،166موسيقيين و140 ناقلة شخصيات
وقد احتفل في المدينة بأسبوع الفطر لسنوات في شهر تشرين الأول\ أكتوبر، ويشكل حدثا اجتماعيا على الصعيد الدولي

## روابط خارجية
- fontaneta.blogspot.com
- Reino de los Mallos
  - www.ayerbe.es
  - Carnicraba
  -  Himno a la Virgen de Casbas Fichero Audio (MID)